# سحاقيات
السحاقية والسَحّاقة هي امرأة أو فتاة مارست الجنس مع امرأة أخرى وتُسمّى أيضاً «امرأة مِثلية». تُستخدم الكلمة أيضًا للنساء فيما يتعلق بهويتهن الجنسية أو سلوكهن الجنسي، بغض النظر عن التوجه الجنسي، أو كصفة لوصف أو ربط الأسماء بالمثلية الجنسية الأنثوية أو الانجذاب إلى نفس الجنس. تطور مفهوم "المثلية" للتمييز بين النساء ذوات التوجه الجنسي المشترك في القرن العشرين. تاريخيًا، لم تتمتع النساء بنفس الحرية التي يتمتع بها الرجال في ممارسة العلاقات المثلية، لكنهن لم يواجهن أيضًا نفس العقوبات القاسية التي يواجهها الرجال المثليون في بعض المجتمعات. بدلاً من ذلك، غالبًا ما كانت العلاقات المثلية تُرى على أنها غير ضارة ما لم تحاول امرأة واحدة تأكيد الامتيازات المخصصة تقليديًا للرجال. وبالتالي، فإن القليل من الوثائق التاريخية تصف بدقة كيف تم التعبير عن المثلية الجنسية الأنثوية. في أواخر القرن التاسع عشر، بدأ علماء الجنس الأوائل في تصنيف ووصف السلوك المثلي، لكنهم كانوا مقيدين بسبب الافتقار إلى الفهم حول المثلية الجنسية وجنس المرأة. وكثيراً ما كانوا يصنفون المثليات على أنهن نساء لا يتوافقن مع الأدوار الجنسانية التقليدية للإناث، ويصنفونهن على أنهن مريضات عقلياً ــ وهو التصنيف الذي عكسه المجتمع العلمي العالمي منذ أواخر القرن العشرين.
استجابت النساء في العلاقات المثلية في أوروبا والولايات المتحدة للتمييز والقمع إما بإخفاء حياتهن الشخصية، أو قبول وصف المنبوذين وخلق ثقافة فرعية وهوية. طورت النساء شبكات للتواصل مع بعضهن البعض وتعليم بعضهن البعض بعد الحرب العالمية الثانية وخلال فترة القمع الاجتماعي عندما اضطهدت الحكومات المثليين بنشاط. سمحت لهم الحرية الاقتصادية والاجتماعية الأكبر بتحديد كيفية تكوين العلاقات والأسر. مع صعود الموجة الثانية من النسوية وزيادة المنح الدراسية في تاريخ المرأة والجنس في أواخر القرن العشرين، اتسع تعريف "المثلية"، مما أثار الجدل حول استخدام المصطلح. بينما حددت الأبحاث التي أجرتها ليزا إم دايموند الرغبة الجنسية كمكون أساسي لتعريف المثليات، قد ترفض بعض النساء اللاتي يمارسن نشاطًا جنسيًا من نفس الجنس التعريف بأنهن مثليات أو مزدوجات الميل الجنسي. وعلى العكس من ذلك، قد تحدد بعض النساء هويتهن كمثليات دون أن يتوافق هذا بالضرورة مع توجههن الجنسي أو سلوكهن. فالهوية الجنسية لا تتطابق دائمًا مع التوجه الجنسي أو السلوك بسبب عوامل مختلفة، مثل الخوف من الاعتراف بالتوجه الجنسي في بيئة معادية للمثليين.

## أصل التسمية
لا وجود مرادف لكلمة lesbian في اللغة العربيّة، ويشاع استخدام كلمة «سحاق» كفعل، أو «سحاقيات» للصفة بين الناس، وكلمة «سحاقية» تعتبر كلمة مسيئة وقامت جوجل بتغيير الترجمة للكلمة من امرأة سحاقية إلى مثلية الجنس ويعود أصل كلمة Lesbian الإنجليزية لأصل إغريقي يعود إلى جزيرة لسبوس (بالإنجليزية: Lesbos) حيث كانت مسقط رأس الشاعرة اليونانية صافو (بالإنجليزية: Sappho) التي كانت تمارس «السحاق» مع النساء اليونانيات في القرن السادس قبل الميلاد.

## المثلية في الثقافة الغربية
شهدت الأوساط الأكاديمية نقاشاً واسعاً حول المعايير التي تحدد تصنيف علاقة تاريخية كـ«مثلية نسائية». عند دراسة العلاقات في سياقاتها التاريخية، يظهر أحياناً أن مفهومي الحب والجنس كانا منفصلين وغير مرتبطين بشكل مباشر. في عام 1989، أصدرت مجموعة بحثية متخصصة في تاريخ المثلية النسائية بياناً جاء فيه:
«نظراً لتردد المجتمع في الاعتراف بوجود النساء المثليات، يُشترط وجود أدلة قوية وواضحة قبل السماح باستخدام هذا التصنيف من قبل المؤرخين والباحثين. الأدلة التي قد تُعتبر مقبولة في حالات أخرى، لا تكفي هنا... امرأة لم تتزوج، وعاشت مع امرأة أخرى، وكان معظم أصدقائها من النساء، أو تنتمي إلى دوائر معروفة بوجود نساء مثليات، قد تكون مثلية. لكن هذا النوع من الأدلة لا يعد إثباتاً قاطعاً. المطلوب هو دليل لا يقبل الشك على وجود علاقة جنسية بين النساء، وهو أمر يصعب إيجاده.»
غالباً ما تكون التمثيلات والوثائق المتعلقة بالجنسانية النسائية ناقصة أو مكتوبة من منظور ذكوري، حيث تُربط النساء في النصوص بالعلاقات مع الرجال بوصفهن زوجات أو بنات أو أمهات. وعليه، تلعب التمثيلات الفنية دوراً مهماً في تقديم إشارات عن مدى انتشار وقبول العلاقات العاطفية والجنسية بين النساء، مما يساعد الباحثين على فهم طبيعة هذه العلاقات في فترات تاريخية مختلفة.

### اليونان القديمة
في اليونان القديمة، كانت النساء يعشن في عزلة عن الرجال، والرجال أيضًا كانوا منفصلين عن النساء. في هذا الوسط الاجتماعي الذي يجمع الجنس الواحد فقط، كانت العلاقات الجنسية والعاطفية بين الرجال موثقة بشكل واسع في الأدب والفن والفلسفة. بالمقابل، لم تُسجل معلومات كثيرة عن العلاقات المثلية بين النساء، مع وجود بعض الافتراضات حول وجود علاقات مماثلة بين النساء والفتيات.
في القرن السابع قبل الميلاد، استخدم الشاعر ألكمان مصطلحًا مؤنثًا لـ"aites" لوصف الشريكة الأصغر سنًا في العلاقة. وفي القرنين السادس والخامس قبل الميلاد، عبّرت الشاعرة سافو في قصائدها عن حبها للنساء، ولا تزال بعض هذه القصائد محفوظة حتى اليوم. في القرن الرابع قبل الميلاد، أشار أريستوفانيس في حوار أفلاطون "الوليمة" إلى وجود نساء ينجذبن إلى نساء أخريات، مع استخدامه لمصطلح مختلف عن المصطلح المستخدم للعلاقات بين الرجال. في القرن الأول الميلادي، تناول الأدب اليوناني موضوع العلاقات المثلية النسائية بشكل صريح في أعمال مثل "حوارات العاهرات" للوسيان.
تشير المؤرخة نانسي رابينوويتز إلى أن الصور على الأواني اليونانية القديمة التي تُظهر نساء يلتفّ حول بعضهن البعض أو يستندن إلى أكتاف بعضهن، يمكن تفسيرها كدلالات على رغبات عاطفية بين النساء. كما أن هذه الصور غالبًا ما تُظهر نساء يسبحن أو يلمسن بعضهن البعض بطريقة تحمل إيحاءات جنسية، مع وجود أدوات جنسية أحيانًا في المشاهد، ما يشبه إلى حد ما تصوير العلاقات بين الرجال والنساء أو الإغراءات في العلاقات البيدراستيكية.
عمومًا، كانت حياة النساء في اليونان القديمة موثقة بشكل ضعيف، ويرجع ذلك بحسب رابينوويتز إلى اهتمام المؤرخين في القرن التاسع عشر الذين ركزوا بشكل أكبر على حياة الرجال وقضاياهم، ما أدى إلى نقص المعلومات حول تجارب النساء وميولهن الجنسية في ذلك الزمن.

### روما القديمة
في عام 8 ميلادية، قدم أوفيد في الجزء التاسع من «التحولات» قصة حب مثلية بين فتاتين، إيفيس ويانثي. عندما حملت والدة إيفيس، هدد زوجها بقتل المولود إذا كان أنثى، فأنجبت فتاة وأخفوا جنسها بإعطائها اسمًا محايدًا، «إيفيس». وعندما بلغ «إيفيس» الثالثة عشرة، قرر الأب تزويجه لفتاة أخرى جميلة تدعى يانثي. تم تصوير قصة حب الفتاتين بشكل رقيق وملؤه البراءة والشوق المتبادل.
لكن مع اقتراب موعد الزواج، بدأت إيفيس تشعر بالخوف والقلق ووصفت مشاعرها تجاه حبها بأنها «غير طبيعية ومفزعة». استجاب الآلهة لشكواها وحولوها إلى رجل.
في القرن الأول الميلادي، روى الكاتب فيدروس أسطورة تفسيرية للمثلية النسائية، حيث اعتبر أن بروميثيوس، عائدًا من حفلة وهو مخمور، خلط بين الأعضاء التناسلية للرجال والنساء، معلقًا بأن «الشهوة تستمتع الآن بلذة معكوسة».
تشير الأبحاث الحديثة إلى أن الرجال في روما القديمة كانوا ينظرون إلى المثلية النسائية بازدراء، معتبرين النساء اللاتي يقمن بعلاقات جنسية مع نساء أخريات حالة غير طبيعية، واعتقدوا أنهن يحاولن اختراق الآخرين باستخدام بظر ضخم بشكل غير طبيعي. ووفقًا للباحث جيمس بوتريكا، فإن المثلية النسائية كانت تمثل تحديًا لصورة الرجل الروماني باعتباره المصدر الوحيد للمتعة الجنسية، كما هددت القيم الأساسية للمجتمع الذكوري في روما. لا توجد سجلات تاريخية تؤكد وجود نساء رومانيات لديهن علاقات مع نساء أخريات.

### أوروبا الحديثة المبكرة

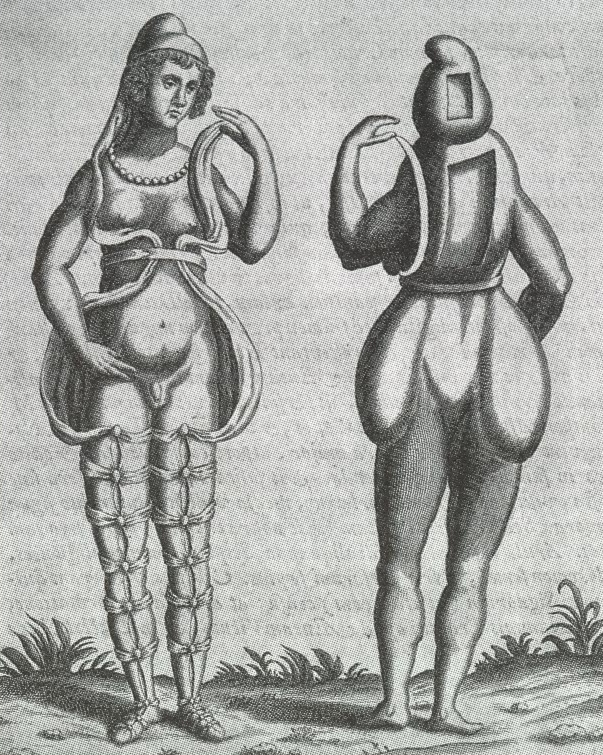
كانت المثلية الجنسية بين النساء والخنثى، كما هو مصور هنا في نقش يعود إلى حوالي عام 1690، مفهومان متشابهان جدًا خلال عصر النهضة.

في حين كانت العلاقات الجنسية بين الرجال، وبين الرجال والنساء، وكذلك بين الرجال والحيوانات تُعاقب عليها في إنجلترا بالإعدام، لم يكن هناك اعتراف قانوني أو طبي مبكر بالعلاقات الجنسية بين النساء. ويُعتبر أول قانون ينص على تجريم المثلية بين النساء قد ظهر في فرنسا عام 1270.
في إسبانيا وإيطاليا والإمبراطورية الرومانية المقدسة، شُملت العلاقات الجنسية بين النساء ضمن الأفعال غير الطبيعية التي كانت تُعاقب عليها بالإعدام حرقًا، رغم أن حالات تنفيذ هذه العقوبة نادرة جدًا. ومن أقدم حالات الإعدام المسجلة جرت في مدينة سبير بألمانيا عام 1477. كما كانت الراهبات اللواتي يُكتشف أنهن يقمن بأفعال مثل "الركوب" أو ملامسة صدور بعضهن البعض يُطلب منهن أداء توبة لمدة أربعين يومًا. ومن أشهر الحالات، قصة الراهبة الإيطالية بينيديتا كارليني، التي وُثقت محاولاتها إغراء أخواتها في الدير أثناء حالة كانت تدّعي فيها أنها ممسوسة بروح إلهية تُسمى "سبلينديتيلو"، مما أدى إلى وضعها في الحبس الانفرادي لمدة أربعين سنة حتى وفاتها.
شهد الأدب والمسرح الإنجليزي في عصر النهضة انتشارًا واسعًا للمواضيع ذات الطابع المثلي النسائي، حتى إن بعض المؤرخين يرون أن هذه الظاهرة كانت شائعة ومُتداولة اجتماعيًا في تلك الفترة. كما وصفت بعض الدراسات الأكاديمية شخصية مثلية مثل الإنجليزية ماري فريث.
ارتبطت الأفكار المتعلقة بالجنسية الأنثوية بالمفاهيم الطبية المعاصرة التي اعتبرت المهبل نسخة داخلية من القضيب، وفسرت بعض الحالات بأن الطبيعة تحاول تصحيح نفسها عبر سقوط المهبل لتشكيل قضيب في بعض النساء. وأصبح مصطلح "الخنثى" مرتبطًا بالرغبة الجنسية بين النساء، حيث كان يُعتقد أن البظر الطويل والمتضخم يُستخدم من قِبل بعض النساء لاختراق أخريات. وقد كان التركيز في تقييم الأفعال الجنسية منصبًا على الاختراق، وكانت المرأة التي يُعتقد أن لديها رغبات لا يمكن السيطرة عليها بسبب تضخم بظرها تُعرف باسم "تريباد" أي "المفركة".
لفترة من الزمن، كان هناك تداخل في المفهوم بين العادة السرية والجنس بين النساء.
مع تغير الأوضاع الاجتماعية، ارتبطت هذه الظاهرة بفوارق الطبقة الاجتماعية؛ حيث كان يُنظر إلى التريباديات على أنهن ينتمين إلى الطبقة الدنيا التي تحاول إفساد النساء الفاضلات، وفي الوقت ذاته كممثلات عن الأرستقراطية الفاسدة بالانحلال الأخلاقي. وكان الكتاب الساخرون يستخدمون اتهام ممارسة التريبادية كسلاح لتشويه سمعة الخصوم السياسيين، أو زوجاتهم بشكل خاص. ومن الأمثلة المعروفة على ذلك الشائعات التي دارت حول الملكة آن وعلاقتها الحميمية مع سارة تشيرشيل، دوقة مارلبورو، والتي كانت من أقرب مستشاريها. وعندما فقدت تشيرشيل مكانتها المفضلة عند الملكة، قيل إنها بدأت بنشر اتهامات ضد الملكة بأنها كانت على علاقة مع خادمات غرفتها. كما تعرضت الملكة ماري أنطوانيت لمثل هذه التكهنات خلال الفترة بين عامي 1795 و1796.

### الزوجات الإناث

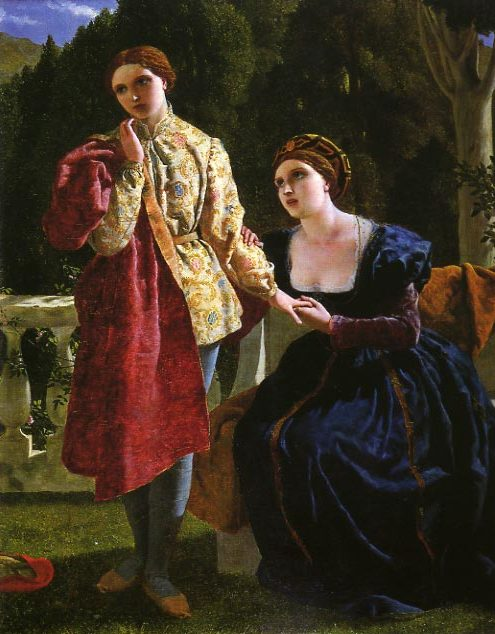
كان التنكر في الجنس وسيلة درامية شائعة في القرنين السادس عشر والسابع عشر، مثل هذه المشهد من مسرحية "الليلة الثانية عشر" لشكسبير، الذي يصور فيولا وأوليفيا، والذي رسمه فريدريك بيكرزجيل عام 1859.

ظهر مفهوم الخنثى (الهيرمافروتيسم) في الأدبيات الطبية بشكل واسع بحيث أصبح معرفة عامة، رغم أن الحالات الفعلية كانت نادرة. وكانت العناصر المثليّة الجنسية تظهر بشكل واضح في الأدب، خصوصًا من خلال تقمص شخصية جنس مختلف لخداع امرأة غير مدركة من أجل إغرائها. وقد استُخدمت مثل هذه الحيل السردية في مسرحيات مثل "الليلة الثانية عشر" لشكسبير (1601)، و"ملكة الجنيات" لإدموند سبنسر (1590)، و"الطائر في القفص" لجيمس شيرلي (1633). وقد وُصفت حالات في عصر النهضة لنساء يتقمصن شخصيات ذكورية ويحتفظن بهذا التمويه لسنوات أو حتى عقود، واعتُبر ذلك نوعًا من التنكر الجنسي (الترانسفستيزم) عند النساء المثليات.
عند اكتشاف الأمر، تراوحت العقوبات بين الإعدام، أو التعذيب في عمود الخزي (البيليوري)، أو صدور أمر بعدم ارتداء الملابس الذكورية مجددًا. كتب هنري فيلدينغ كتيبًا بعنوان "الزوجة الأنثوية" عام 1746 يستند إلى حياة ماري هاميلتون، التي اعتُقلت بعد زواجها من امرأة أثناء تنكرها في هيئة رجل، وحُكم عليها بالجلد العلني وستة أشهر في السجن. وشملت أمثلة مماثلة كاثرين لينك في بروسيا عام 1717، والتي أُعدمت عام 1721؛ أما السويسرية آن غرانجيان فقد تزوجت وانتقلت مع زوجتها إلى ليون، لكنها انكشفت بعد أن كشفت امرأة كانت على علاقة سابقة بها أمرها فحُكم عليها بالسجن والاحتجاز في أداة التعذيب المعروفة بـ"الستوك".
في القرن السابع عشر، كانت الملكة كريستينا ملكة السويد تميل إلى ارتداء ملابس الرجال، وتنازلت عن العرش عام 1654 لتجنب الزواج، وكانت معروفة بملاحقتها لعلاقات عاطفية مع نساء.
يرى بعض المؤرخين أن حالات النساء اللاتي تقمصن الملابس الذكورية كانت تعبيرًا عن سعيهن إلى اقتناص سلطة كانت مستحيلة لهن في اللباس النسائي، أو محاولة لفهم رغبتهن في النساء. وتجادل ليليان فاديرمان بأن المجتمع الغربي كان يشعر بالتهديد من النساء اللواتي رفضن الأدوار النسائية التقليدية. وأدى اتهام كاثرين لينك وغيرها من النساء اللواتي استُخدم في حقهن دُمى ذكورية (ديلدوهات)، مثل راهبتين في إسبانيا في القرن السادس عشر أُعدمَتا لاستخدامهما "أدوات مادية"، إلى تشديد العقوبات عليهن مقارنة بمن لم يفعلن ذلك.
سُجلت زيجان بين نساء في تشيشير، إنجلترا، في عامي 1707 (بين هانا رايت وآني جاسكيل) و1708 (بين آني نورتون وأليس بيكفورد)، دون أي تعليق على كون الطرفين من النساء. واستمر ظهور تقارير عن رجال دين ضعيفي المعايير كانوا يجرون مراسم الزواج رغم شكوكهم في أحد طرفي الزواج، واستمر ذلك للقرن التالي.
خاضت ديبورا سامبسون الحرب الثورية الأمريكية متخفية باسم روبرت شيرتليف، وكانت تربطها علاقات مع نساء. أما إدوارد دي لايسي إيفانز، فقد وُلدت أنثى في أيرلندا، لكنها تبنت اسمًا ذكوريًا خلال رحلتها إلى أستراليا وعاشت كرجل في فيكتوريا لمدة 23 عامًا، وتزوجت ثلاث مرات. وأثارت بيرسي ريدوود فضيحة في نيوزيلندا عام 1909 عندما اكتُشف أنها إيمي بوك، التي تزوجت امرأة من بورت مولينو؛ وكانت الصحف تتناقل ما إذا كان ذلك نابعًا من جنون أو خلل في الشخصية.

### إعادة دراسة الصداقات الرومانسية
خلال القرون السابع عشر حتى التاسع عشر، كان من الرائج والمقبول والمشجَّع أن تعبّر امرأة عن حب عاطفي قوي لامرأة أخرى. أُطلق على هذه العلاقات أسماء مثل "الصداقة الرومانسية"، و"زواج بوسطن"، أو "الصديقات الوجدانيات"، وكانت شائعة في الولايات المتحدة وأوروبا، وخاصة في إنجلترا. وقد أمكن توثيق هذه العلاقات من خلال عدد كبير من الرسائل المتبادلة بين النساء. لم يكن من شأن النقاش العام أن يتطرق إلى ما إذا كانت هذه العلاقات تتضمن أي عنصر جنسي، لكن كان بإمكان النساء تكوين روابط قوية وحصرية مع بعضهن البعض مع بقائهن في نظر المجتمع فاضلات وبريئات وعفيفات؛ بينما علاقة مماثلة مع رجل كانت كفيلة بتدمير سمعة المرأة. في الواقع، اعتُبرت هذه العلاقات بدائل أو حتى تدريبًا لزواج المرأة من رجل.

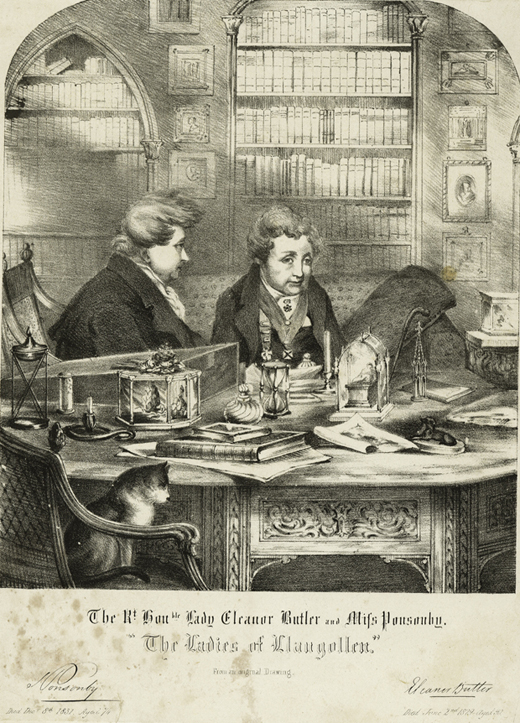
سيدات لانغولين، إلينور باتلر وسارة بونسونبي.كانت بين المرأتين علاقة وصفها الكثيرون بالتفانية والفضيلة، بعد هروبهما معًا والعيش معًا لمدة 51 عامًا في ويلز.

من الأمثلة على ذلك العلاقة التي جمعت بين الليدي ماري وورتلي مونتاغو، التي كتبت إلى آن وورتلي عام 1709: "لم يكن أحد قط ملكك بالكامل وبإخلاص مثلي... أدرج عشاقك ضمن الحديث، لأني لا أسمح بأن يكون رجل صادقًا بقدر ما أنا عليه." وبالمثل، كانت الشاعرة الإنجليزية آنا سيوارد ترتبط بصداقة عميقة مع هونورا سنايد، التي كانت موضوع العديد من سونيتات وقصائد سيوارد. وعندما تزوجت سنايد رغم اعتراض سيوارد، أصبحت قصائد سيوارد غاضبة، واستمرت في الكتابة عنها بعد وفاتها بوقت طويل، ممتدحة جمالها وعمق العلاقة والصداقة بينهما. أما الكاتبة والفيلسوفة ماري وولستونكرافت، فقد ارتبطت في شبابها بامرأة تدعى فاني بلود. وكتبت إلى امرأة أخرى شعرت مؤخرًا بأنها خانتها: "ستزهر الورود حين يعم السلام القلب، وفكرة العيش مع فاني تفرح قلبي: أنت لا تعرفين كم أحبها."
ربما كانت أشهر هذه الصداقات الرومانسية تلك التي جمعت بين إليانور بتلر وسارة بونسونبي، اللتين أطلق عليهما لقب "سيدات لانغولين". هربت بتلر وبونسونبي معًا عام 1778، الأمر الذي أراح عائلة بونسونبي (التي كانت قلقة على سمعتها لو أنها هربت مع رجل)، وعاشتا معًا في ويلز لمدة 51 عامًا واشتهرتا بغرابتهما. اعتُبرت قصتهما "تجسيدًا للصداقة الرومانسية الفاضلة"، وألهمت قصائد لكل من آنا سيوارد وهنري وادزورث لونغفيلو. أما الكاتبة اليومية آن ليستر، التي أُعجبت ببتلر وبونسونبي، فقد وثّقت علاقاتها مع نساء بين 1817 و1840، وكتبت جزءًا منها بشيفرة، ووصفت فيها علاقاتها الجنسية مع ماريانا بلكوم وماريا بارلو. اعتُبرت كل من ليستر وإليانور بتلر "ذكوريتين" في تقارير الصحافة المعاصرة، ورغم وجود شكوك حول طبيعة علاقاتهما "السافوية"، إلا أنهما لقيتا مديحًا في الأدب.
كانت الصداقات الرومانسية شائعة أيضًا في الولايات المتحدة. فقد كتبت الشاعرة الغامضة إميلي ديكنسون أكثر من 300 رسالة وقصيدة إلى سوزان جيلبرت، التي أصبحت لاحقًا أختها بالزواج، كما أقامت علاقة مراسلة عاطفية مع كيت سكوت أنثون، التي أنهت علاقتهما في نفس الشهر الذي دخلت فيه ديكنسون عزلة دائمة باختيارها. وفي هارتفورد، كونيتيكت، تركت النساء الأمريكيات الأفريقيات الحرّات أدي براون وريبيكا برايموس أدلة على شغفهما في رسائلهما: "لا قبلات تشبه قبلاتك". وفي جورجيا، كتبت أليس بالدي إلى جوزي فارنر عام 1870: "هل تعلمين أنه إذا لمستني أو تحدثت إليّ، لا توجد ألياف في جسدي لا تستجيب بقشعريرة من البهجة؟"
مع مطلع القرن العشرين، أتاح تطور التعليم العالي فرصًا جديدة للنساء. وفي البيئات النسائية الخالصة، نشأت ثقافة المطاردة الرومانسية في كليات البنات؛ حيث كانت الطالبات الأكبر سنًا يوجهن الأصغر منهن، ويصطحبنهن إلى حفلات رقص نسائية، ويرسلن لهن الزهور والبطاقات والقصائد التي تعلن عن حبهن الأبدي. أُطلق على هذه العلاقات أسماء مثل "التحطيمات" أو "الملاعق"، وتناولت قصص الفتيات الطامحات للدراسة الجامعية هذه العلاقات بصراحة في منشورات مثل "مجلة سيدة المنزل" ومجلة الأطفال "سانت نيكولاس" ومجموعة "قصص كلية سميث"، دون أي نظرة سلبية. كانت الولاء الدائم والتفاني والحب مكونات رئيسية في هذه القصص، وغابت عنها أي إشارات لأفعال جنسية تتجاوز التقبيل.
أما النساء اللواتي فضلن العمل على الزواج فسمين "النساء الجديدات" وأخذن هذه الفرص على محمل الجد. تصف فادرمان هذه الفترة بأنها "آخر أنفاس البراءة" قبل عشرينيات القرن العشرين، حين بدأ يُنظر إلى المودة بين النساء بوصفها مرتبطة بالجنس، وأصبحت السحاقيات مجموعة مميزة وغالبًا ما صُوّرت بشكل سلبي. وتربط فادرمان تحديدًا بين نمو استقلالية النساء وبدء رفضهن للأدوار التقليدية الصارمة في العصر الفيكتوري، وبين التصنيف العلمي للسحاقية كنوع من السلوك الجنسي المنحرف.

## رأي الدين في السحاق

### في اليهودية

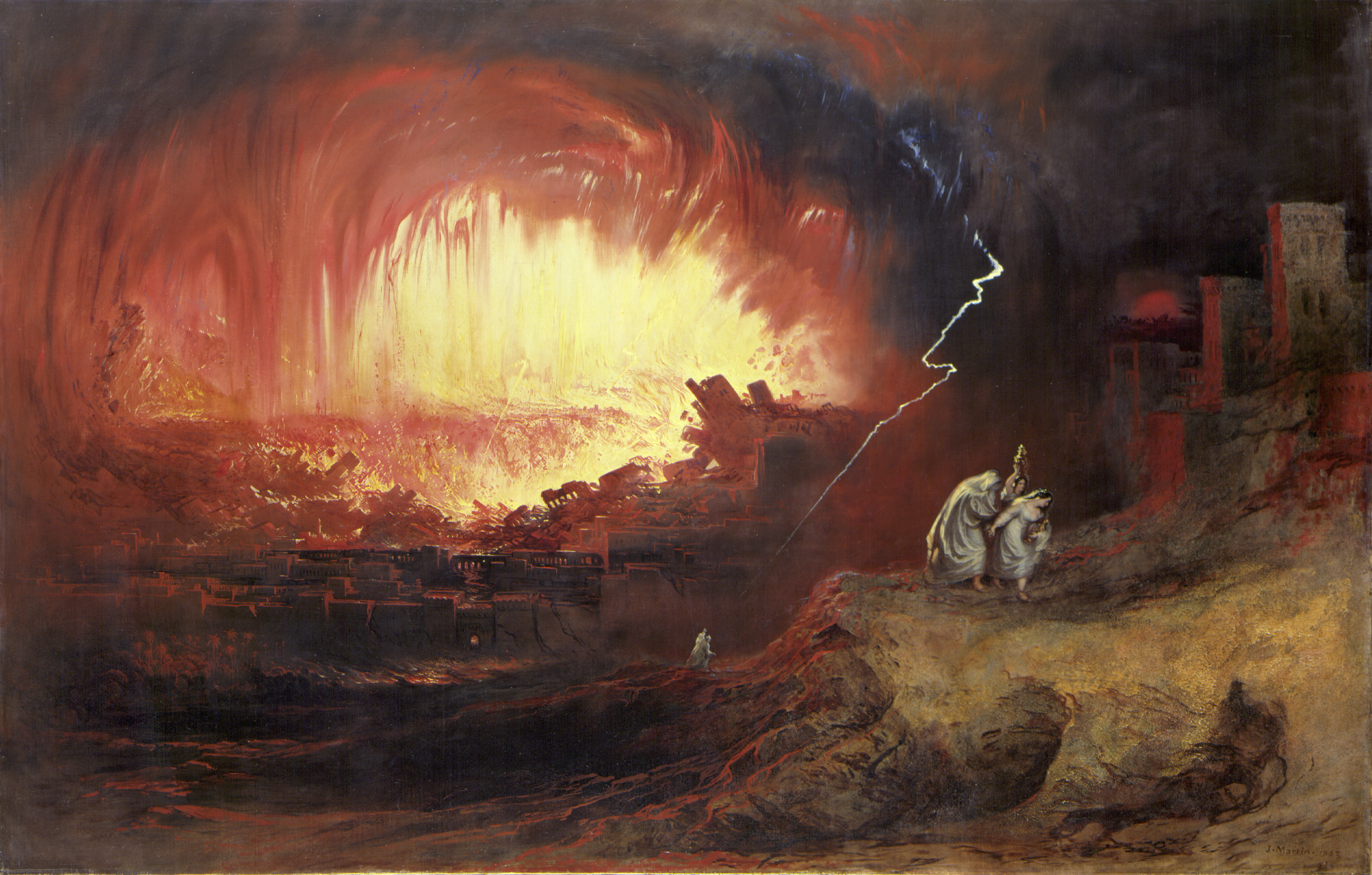
لوحة خسف سدوم وعمورة، يستخدم العديد من المسيحيين النص كدليل على تحريم المثلية الجنسية.

يدين الكتاب المقدس المثلية الجنسية ويشير اليها بشكل سلبي ويعتبر الممارسة الجنسية المثلية أو ما يسمى باللواط خطيئة وفاحشة حسب رأي أغلبيَّة الطوائف المسيحية، تظهر الإدانة في عدة مواقع في الكتاب المقدس، في العهد القديم هناك ادانة لممارسي المثلية الجنسية وقد حدد في سفر اللاويين عقوبة الرجم للمثليين جنسيًا وكذلك من يضاجع الحيوانات،: «وَإِذَا اضْطَجَعَ رَجُلٌ مَعَ ذَكَرٍ اضْطِجَاعَ امْرَأَةٍ، فَقَدْ فَعَلاَ كِلاَهُمَا رِجْسًا. إِنَّهُمَا يُقْتَلاَنِ. دَمُهُمَا عَلَيْهِمَا». بالإضافة إلى اعتبارها رجس حيث يذكر الكتاب المقدس: «لاَ تُضَاجِعْ ذَكَرًا مُضَاجَعَةَ امْرَأَةٍ. إِنَّهُ رِجْسٌ.».

### في المسيحية
في العهد الجديد يدين بولس في الرسالة إلى أهل رومية المثلية الجنسية: «وَكَذلِكَ الذُّكُورُ أَيْضًا تَارِكِينَ اسْتِعْمَالَ الأُنْثَى الطَّبِيعِيَّ، اشْتَعَلُوا بِشَهْوَتِهِمْ بَعْضِهِمْ لِبَعْضٍ، فَاعِلِينَ الْفَحْشَاءَ ذُكُورًا بِذُكُورٍ، وَنَائِلِينَ فِي أَنْفُسِهِمْ جَزَاءَ ضَلاَلِهِمِ الْمُحِقَّ. وَكَمَا لَمْ يَسْتَحْسِنُوا أَنْ يُبْقُوا اللهَ فِي مَعْرِفَتِهِمْ، أَسْلَمَهُمُ اللهُ إِلَى ذِهْنٍ مَرْفُوضٍ لِيَفْعَلُوا مَا لاَ يَلِيقُ. مَمْلُوئِينَ مِنْ كُلِّ إِثْمٍ وَزِنًا وَشَرّ وَطَمَعٍ وَخُبْثٍ، مَشْحُونِينَ حَسَدًا وَقَتْلاً وَخِصَامًا وَمَكْرًا وَسُوءًا، نَمَّامِينَ مُفْتَرِينَ، مُبْغِضِينَ ِللهِ، ثَالِبِينَ مُتَعَظِّمِينَ مُدَّعِينَ، مُبْتَدِعِينَ شُرُورًا، غَيْرَ طَائِعِينَ لِلْوَالِدَيْنِ بِلاَ فَهْمٍ وَلاَ عَهْدٍ وَلاَ حُنُوٍّ وَلاَ رِضىً وَلاَ رَحْمَة مَمْلُوئِينَ وٍالَّذِينَ إِذْ عَرَفُوا حُكْمَ اللهِ أَنَّ الَّذِينَ يَعْمَلُونَ مِثْلَ هذِهِ يَسْتَوْجِبُونَ الْمَوْتَ، لاَ يَفْعَلُونَهَا فَقَطْ، بَلْ أَيْضًا يُسَرُّونَ بِالَّذِينَ يَعْمَلُونَ». وفي الرسالة الأولى إلى أهل كورنثوس ذُكر أن الذين يمارسون المثلية الجنسية لا يرثون ولا يدخلون ملكوت الله وهو الجنة حسب المعتقد المسيحي: «أَمْ لَسْتُمْ تَعْلَمُونَ أَنَّ الظَّالِمِينَ لاَ يَرِثُونَ مَلَكُوتَ اللهِ؟ لاَ تَضِلُّوا: لاَ زُنَاةٌ وَلاَ عَبَدَةُ أَوْثَانٍ وَلاَ فَاسِقُونَ وَلاَ مَأْبُونُونَ وَلاَ مُضَاجِعُو ذُكُورٍ، وَلاَ سَارِقُونَ وَلاَ طَمَّاعُونَ وَلاَ سِكِّيرُونَ وَلاَ شَتَّامُونَ وَلاَ خَاطِفُونَ يَرِثُونَ مَلَكُوتَ اللهِ.».

### في الإسلام
السحاق محرم في الإسلام لأنه يعتبر زنا لقول رسول الله محمد: (إذَا أَتَتْ الْمَرْأَةُ الْمَرْأَةَ، فَهُمَا زَانِيَتَانِ) وقوله أيضا (لا ينظر الرجل إلى عورة الرجل، ولا المرأة إلى عورة المرأة، ولا يفضي الرجل إلى الرجل في ثوب واحد، ولا تفضي المرأة إلى المرأة في الثوب الواحد)
قال علي بن أبي طالب: (السحاق في النساء كاللواط في الرجال، لكن فيها جلد مائة لأنه ليس فيها إيلاج)
والحد في السحاقيات التعزير الذي يقدر حده ولى الأمر ومن ينوب عنه كالمفتى، لأن الحدود الشرعية الواردة توقيفية لا يجوز القياس عليها.